# Distrito de Bolívar (Bolívar)

El distrito de Bolívar o distrito de Cajamarquilla es uno de los que conforman la provincia de Bolívar, bajo la administración del Gobierno regional de La Libertad, al norte del Perú. 
Desde el punto de vista jerárquico de la Iglesia católica forma parte de la Prelatura de Huamachuco.

## Historia
Fue creado en la época de la independencia con el nombre de Caxamarquilla. Perteneció a la Provincia de Pataz hasta la creación de la Provincia de Caxamarquilla a la que se anexó por Ley n.º 2346 del 20 de noviembre de 1916.

## Geografía
Zona montañosa, en los Andes del Perú, de clima lluvioso, y frío. Abarca una superficie de 740,58 km². 
Su población se dedica mayormente a la agricultura.
Su capital, la ciudad de Bolívar, es la capital de la provincia y está ubicada a más de 3 mil metros de altura sobre el nivel del mar. 

## Autoridades

### Municipales
- 2013 - 2014:[2]
  - Alcalde: Raúl Eduardo Silva Mayurí, Alianza para el Progreso (APP).
  - Regidores: Willam Darcy Moreno Prieto (APP), Benilde Burgos Domínguez (APP), Elvia Rodríguez Samamé (APP), Emilio Napoleón Díaz Peche (Partido Aprista Peruano), Rolando Chávez Bardales (Partido Aprista Peruano).
- 2011 - 2012:[2]
  - Alcalde: Ediles Francisco Mariñas Vergaray, Alianza para el Progreso (APP).
  - Regidores: Edwar Javier Dávila Echeverría (APP), Raúl Eduardo Silva Mayuri (APP), Willam Darcy Moreno Prieto (APP), Benilde Burgos Domínguez (APP), Emilio Napoleón Díaz Peche (Partido Aprista Peruano).[3]

### Policiales
- Comisario: Mayor PNP.

### Religiosas
- Prelatura de Huamachuco[4]
  - Obispo Prelado de Huamachuco: Monseñor Sebastián Ramis Torres, TOR.[5]

### Posta Médica Bolívar - EsSalud
- Red Asistencial Cajamarca[6]
  - Dr. Jorge Christian Luna Abanto.

## Agencias bancarias
- Banco de la Nación

## Festividades
La más representativa del lugar es la fiesta patronal en honor de Santa Rosa de Lima, el 30 de agosto, y también la corrida de toros, entre otros.